# Ciutats federals de Rússia
Les ciutats federals de Rússia, (en rus: го́род федера́льного значе́ния) són ciutats que tenen un estatus especial a la Federació Russa.
Rússia o la Federació Russa (Росси́йская Федера́ция, Rossískaia Federàtsia (rus)) està dividida en 85 subjectes federals, tres dels quals són ciutats federals.
| Mapa # | Codi | Codi ISO | Nom             | Bandera         | Escut d'armes            | Districte Federal | Regió econòmica | Superfície (km²) !! Població |            |
| ------ | ---- | -------- | --------------- | --------------- | ------------------------ | ----------------- | --------------- | ---------------------------- | ---------- |
| 1      | 77   | MOW      | Moscou          | Moscou          | Escut de Moscou          | Central           | Central         | 1,100                        | 14,382,754 |
| 2      | 78   | SPE      | Sant Petersburg | Sant Petersburg | Escut de Sant Petersburg | Nord-oest         | Nord-oest       | 1,439                        | 5,000,000  |
| 3      | -    | UA-40    | Sebastòpol      | Sebastòpol      | Escut de Sebastòpol      | Crimea            | -               | 864                          | 381,400    |